# Miss España 1997
Miss España 1997 fue una edición del certamen de belleza Miss España. Se llevó a cabo el 8 de febrero de 1997 en el Centro de Tecnificación Deportiva, Alicante. Inés Sainz fue la ganadora, la cual representó a España en el certamen Miss Universo 1997. La primera finalista representó al país en el Miss Mundo 1997 y la segunda finalista representó al país en el Miss Internacional 1997.

## Resultados
| Resultados Final | Candidata |
| ---------------- | --- |
| Miss España 1997 | Vizcaya - Inés Sainz |
| 1.a Finalista    | Baleares - Nuria Avellaneda |
| 2.a Finalista    | Murcia - Isabel Gil |
| Top 8            | Ávila - Patricia Fernández La Coruña - Lola Pérez León - Patricia Jáñez Melilla - Ma. Jacinta Reyes Soria - Cristina Urgel |
| Top 20           | Alicante - Ma. de Jesús Martínez Badajoz - Athala Ángel Barcelona - Ésther Cuspinera Cantabria - Cristina Pelayo Mirones Gerona - Ma. de los Ángeles Xucla Guipúzcoa - Amaia Pinter La Rioja - Sara López Las Palmas - Gloria del Toro Madrid - Ana Belén Ureña Orense - Patricia Sabas Teruel - Silvia Sofín Valladolid - Elsa García |

## Premios especiales
| Resultado          | Candidata                  |
| ------------------ | -------------------------- |
| Mejor Traje Típico | Ávila - Patricia Fernández |
| Miss Simpatía      | Zamora - Mónica López      |
| Miss Fotogénica    | Vizcaya - Inés Sainz       |

## Candidatas
(En la lista se utiliza su nombre completo, los sobrenombres van entrecomillados y los apellidos utilizados como nombre artístico, entre paréntesis; fuera de ella se utilizan sus nombres «artísticos» o simplificados).
| Provincia   | Candidata                         | Edad | Estatura        |
| ----------- | --------------------------------- | ---- | --------------- |
| Álava       | Éricka Gómez Villoslada           | 18   | 1,73 m (5′ 8″)  |
| Albacete    | Rosa María Cabello Hidalgo        | 21   | 1,77 m (5′ 10″) |
| Alicante    | María de Jesús Martínez Birlanga  | 19   | 1,78 m (5′ 10″) |
| Almería     | Isabel Irribarre Sánchez          | 17   | 1,74 m (5′ 9″)  |
| Asturias    | Inés Rodríguez Álvarez            | 19   | 1,75 m (5′ 9″)  |
| Ávila       | Patricia Fernández Cobos          | 21   | 1,73 m (5′ 8″)  |
| Badajoz     | Athala Ángel Corchado             | 20   | 1,76 m (5′ 9″)  |
| Baleares    | Nuria Avellaneda Gallego          | 18   | 1,78 m (5′ 10″) |
| Barcelona   | Ésther Cuspinera Ramos            | 20   | 1,74 m (5′ 9″)  |
| Burgos      | Inmaculada Ginés Hernando         | 17   | 1,74 m (5′ 9″)  |
| Cáceres     | María Isabel Camacho Polo         | 18   | 1,80 m (5′ 11″) |
| Cádiz       | María Isabel Rodríguez García     | 22   | 1,78 m (5′ 10″) |
| Cantabria   | Cristina Pelayo Mirones           | 23   | 1,85 m (6′ 1″)  |
| Castellón   | Raquel del Alba Ibáñez            | 20   | 1,77 m (5′ 10″) |
| Ceuta       | Cristina Díaz Moreno              | 22   | 1,70 m (5′ 7″)  |
| Ciudad Real | Lorena del Cerro López            | 19   | 1,76 m (5′ 9″)  |
| Córdoba     | Matty García Gómez                | 21   | 1,68 m (5′ 6″)  |
| Cuenca      | Ruth Flores Rodríguez             | 20   | 1,75 m (5′ 9″)  |
| Gerona      | María de los Ángeles Xucla Caixas | 20   | 1,76 m (5′ 9″)  |
| Granada     | Carmen García Torres              | 19   | 1,73 m (5′ 8″)  |
| Guadalajara | Adela Abajo Casalenguas           | 23   | 1,75 m (5′ 9″)  |
| Guipúzcoa   | Amaia Pinter Cendoya              | 22   | 1,76 m (5′ 9″)  |
| Huelva      | Carmen Márquez Arroyo             | 21   | 1,72 m (5′ 8″)  |
| Huesca      | Ana Belén García Aznar            | 20   | 1,78 m (5′ 10″) |
| Jaén        | Juana Baldán Garrido              | 20   | 1,75 m (5′ 9″)  |
| La Coruña   | Dolores Pérez Fernández           | 20   | 1,79 m (5′ 10″) |
| La Rioja    | Sara López Blanco                 | 18   | 1,76 m (5′ 9″)  |
| Las Palmas  | Gloria del Toro Vega              | 18   | 1,80 m (5′ 11″) |
| León        | Patricia Jáñez Rodríguez          | 20   | 1,80 m (5′ 11″) |
| Lérida      | Susana Estudillo García           | 20   | 1,76 m (5′ 9″)  |
| Lugo        | Begoña García Ayude               | 21   | 1,78 m (5′ 10″) |
| Madrid      | Ana Belén Ureña Gutiérrez         | 18   | 1,81 m (5′ 11″) |
| Málaga      | Pilar Sánchez Castro              | 22   | 1,74 m (5′ 9″)  |
| Melilla     | María Jacinta Reyes Álvarez       | 19   | 1,73 m (5′ 8″)  |
| Murcia      | Isabel Gil Gambín                 | 17   | 1,79 m (5′ 10″) |
| Navarra     | Yolanda Soria González            | 21   | 1,78 m (5′ 10″) |
| Orense      | Patricia Sabas Rodríguez          | 18   | 1,72 m (5′ 8″)  |
| Palencia    | Esther Marugán Gómez              | 19   | 1,74 m (5′ 9″)  |
| Pontevedra  | Ana María Vásquez Teuelo          | 18   | 1,77 m (5′ 10″) |
| Salamanca   | Noelia Iglesias Escámez           | 18   | 1,74 m (5′ 9″)  |
| Segovia     | Virginia González García          | 21   | 1,75 m (5′ 9″)  |
| Sevilla     | Monica Rossón Castro              | 19   | 1,70 m (5′ 7″)  |
| Soria       | Cristina Urgel García             | 17   | 1,77 m (5′ 10″) |
| Tarragona   | María José Machado Rico           | 18   | 1,82 m (6′ 0″)  |
| Tenerife    | Liliana Hennet Martínez           | 21   | 1,75 m (5′ 9″)  |
| Teruel      | Silvia Sofín Ballano              | 19   | 1,78 m (5′ 10″) |
| Toledo      | Cristina Alonso Peña              | 18   | 1,73 m (5′ 8″)  |
| Valencia    | Mila Navarro Fuster               | 19   | 1,72 m (5′ 8″)  |
| Valladolid  | Elsa García Prada                 | 22   | 1,75 m (5′ 9″)  |
| Vizcaya     | Inés Sainz Esteban                | 21   | 1,79 m (5′ 10″) |
| Zamora      | Mónica López Pisano               | 21   | 1,78 m (5′ 10″) |
| Zaragoza    | Alexandra Magro Alonso            | 17   | 1,80 m (5′ 11″) |